# Army United Football Club
El Army United Football Club (en tailandés: สโมสรฟุตบอลอาร์มี่ ยูไนเต็ต) es un equipo de fútbol de Tailandia que juega en la Primera División de Tailandia, la segunda liga de fútbol más importante del país.

## Historia
Fue fundado en el año 1964 en el distrito de Phayathai en la capital Bangkok con el nombre Royal Thai Army, nombre que utilizaron hasta el año 2010 tras cambiarlo por el nombre actual.
Es el equipo que representa al Ejército Real Tailandés y tradicionalmente han sido un equipo yo-yo junto al equipo de la Naval y de la Policía. Han tenido más éxito jugando en la Primera División de Tailandia, la cual han ganado una vez y han ganado el título de copa en una ocasión.

## Palmarés
- Primera División de Tailandia: 1

2004
- Copa Real Kor: 1

1983

## Clubes Afiliados
- Bangkok Christian College FC
- Lao Army FC
- Leicester City F.C.

## Equipo 2014

#### Altas y bajas 2017–18 (verano)
| Altas        | Altas    | Altas       | Altas     | Altas        |
| Jugador      | Posición | Procedencia | Tipo      | Costo        |
| ------------ | -------- | ----------- | --------- | ------------ |
| Hassan Sunny | Portero  | Home United | Traspaso. | No revelado. |

| Bajas   | Bajas    | Bajas   | Bajas | Bajas |
| Jugador | Posición | Destino | Tipo  | Costo |
| ------- | -------- | ------- | ----- | ----- |